# Karl Bär (Geistlicher)
Karl Bär (* 30. Dezember 1880 in Freiburg i.Br.; † 22. August 1968) war ein deutscher katholischer Geistlicher.

## Leben
Bär wurde 1905 in Freiburg i.Br. zum Priester geweiht. Anschließend hatte er verschiedene Posten als Kaplan und Pfarrverweser inne, bevor er 1913 nach Wertheim kam, wo er 1915 Pfarrer an der katholischen Stadtkirche St. Venantius wurde. Neben seinem Pfarramt übernahm Bär auch zahlreiche soziale Aufgaben und engagierte sich politisch. So gründete er in Wertheim den Krankenverein und den Katholischen Gesellenverein. Er war Mitglied im Bund Neudeutschland und trat 1905 in die katholische Zentrumspartei ein. Im Ersten Weltkrieg betreute er als Flüchtlingskommissar evakuierte Elsässer in Wertheim und Umgebung.
Nach 1933 kritisierte er offen den nationalsozialistischen Staat, rief zum Einkauf in boykottierten jüdischen Geschäften auf, verweigerte den Hitlergruß und pflegte weiterhin einen normalen Umgang mit den jüdischen Mitbürgern. Bär weigerte sich mehrmals, sich versetzen zu lassen. 1939 wurde er nach heftigen Auseinandersetzungen in Wertheim in den Ruhestand versetzt.
Auch nach seiner zwangsweisen Pensionierung engagierte sich Bär weiterhin sozial und politisch. Nach 1945 betreute er die zahlreichen Kriegsgefangenen und Heimatvertriebenen. 

## Ehrungen
- Karl Bär wurde 1960 die Ehrenbürgerwürde der Stadt Wertheim verliehen.